# MyBible
MyBible  —  https://t.me/MyBible_beginning [Архівовано 3 серпня 2021 у Wayback Machine.] - будут модули все  ..  
главный модуль RST+ 
https://www.facebook.com/my.kola.984

## Можливості
- Текст Біблі можна налаштовувати, угруповання віршів в абзаци, підзаголовки, з нумерацією віршів або без, підфарбовування слів Ісуса, нічний режим.
- Робота з текстом Біблії: перегортання і прокрутка, закладки за категоріями, підфарбовування і підкреслення фрагментів, примітки до тексту, місця читання, власні перехресні посилання, порівняння обраних віршів в різних перекладах.
- Допоміжні засоби, які можна відобразити в тексті Біблії: перехресні посилання, посилання на коментарі, виноски, номери Стронга.
- Вбудована інформація про відповідність «російської» і «стандартної» нумерації в книгах Псалмів, Іова, Пісні Пісень.
- Коментарі до Біблії, порівняння різних коментарів до вибраного вірша.
- Відображення словникових статей за подвійним торкання слова в тексті Біблії. Пошук слів в словниках. Лексикон Стронга, що активується за подвійним торкання на слові або на відображеному номері Стронга. Пошук використання номера Стронга — замінить друкованої «Симфонії». Можливість пошуку посилань на обраний вірш в словникових статтях — дає поживу для глибокого розуміння цілісності Письма.
- Озвучування (TTS): тексту Біблії, коментарі, словникові статті, щоденні читання, автоматичне комбінування озвучування тексту Біблії і коментарів до нього (може стати в пригоді в довгій дорозі за кермом).
- Копіювання вибраних віршів, копіювання знайдених при пошуку віршів.
- Вікно введення заміток з автоматично створюваними посиланнями на Писання по введеним місцях.
- Профілі, які повністю запам'ятовують все оточення, всі налаштування, всю історію переходів і т. ін.
- Безліч гнучких налаштувань. У той же час є спрощений режим — для початківців користувачів.
- Підказки по всій основної функціональності MyBible: доступні з меню, згруповані, можна шукати в підказках за фрагментом слова.
- Підтримка резервного копіювання даних користувача і завантажених модулів, синхронізація MyBible на різних пристроях одного користувача — зовнішніми засобами (наприклад Dropsync).
- Всього 2963 модулів.
- більше 2500 оновлених модулів, це десятки або сотні тисяч виправлень.
- 1456 перекладів Біблії на 371 мовах.
- пошук по Біблії, коментарях, словниках …,
- паралельне читання двох або трьох різних перекладів Біблії, вікна автоматично можуть синхронізовано прокручуватись, але можуть працювати і незалежно.
- 478 модулів мають виділення слів Ісуса червоним кольором,
- словник Стронга, всього 113 модулів Біблії з словником Стронга в 12 мовах (російською, англійською, португальською, іспанською, китайською …),
- тлумачні словники (Даля, Брокгауза, Ньюстрема … всього словників 271),
- словники іноземних мов — з англійської, грецької, латині …
- Автоматично синхронізуються з текстом Біблії коментарів — всього 343,
- Плани читання Біблії, можна використовувати готові або складати свої,
- випадковий вірш або випадкова глава Біблії, або книги Біблії, або будь-яких книг за вибором користувача
- перехресні посилання,
- 320 модулів з виносками,
- щоденні читання — всього 142,
- особисті позначки: підкреслення, виділення, замітки,
- озвучування тексту Біблії.